# ویلفرد لوئیزی دنیل
ویلفرد لوئیزی دنیل (انگلیسی: Wilfried Louisy-Daniel؛ زادهٔ ۲۹ مهٔ ۱۹۸۶) بازیکن فوتبال اهل فرانسه است.